# Seznam burmanskih generalov
Seznam burmanskih generalov.

## A
Sen Aung - 
Maung Aye - 

## M
Lun Maung - 

## N
Khin Nyunt - 

## O
Tin Oo - 